# Uppallat block

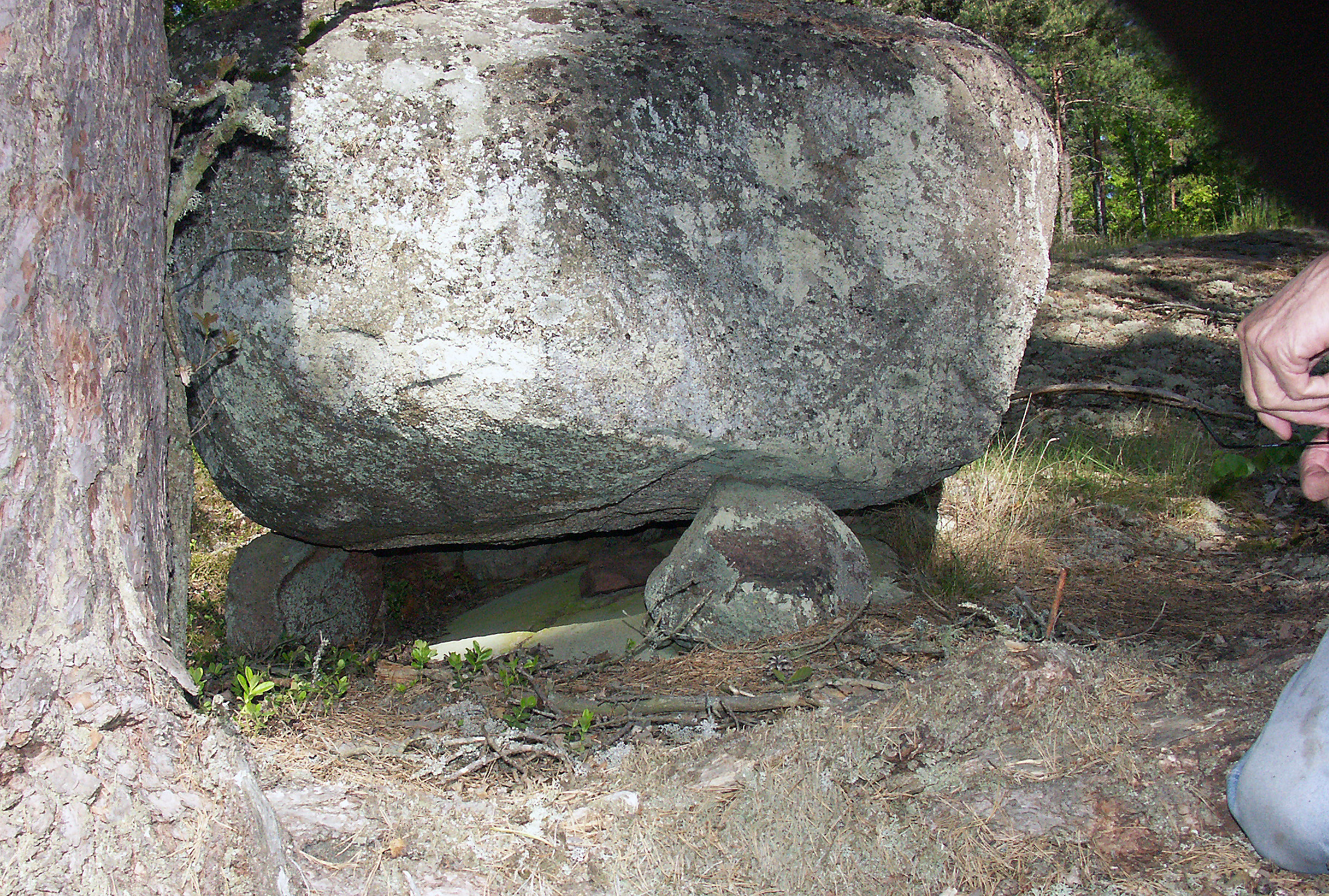
Uppallad sten, norr om Stora Basthult, Misterhult socken, Oskarshamn

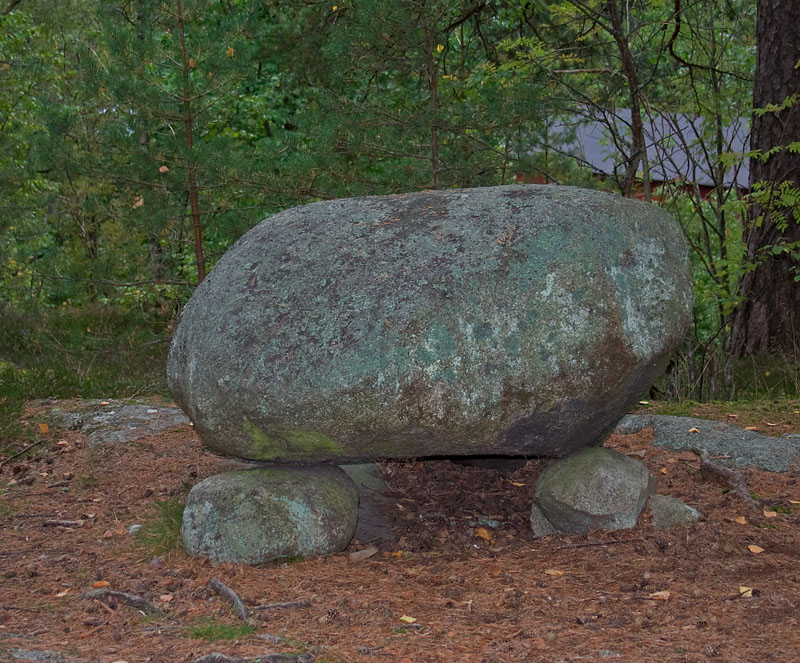
Uppallat block i Blackeberg, Stockholm

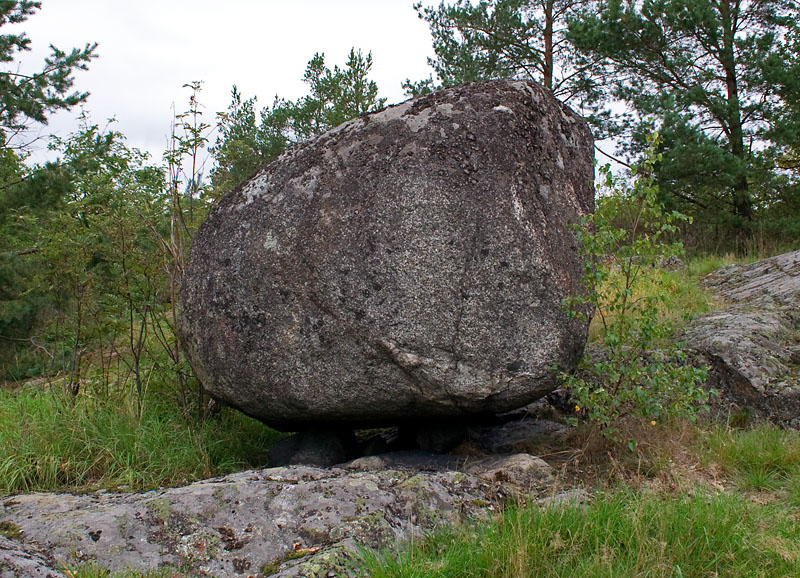
Uppallat block i Ulvsunda, Stockholm

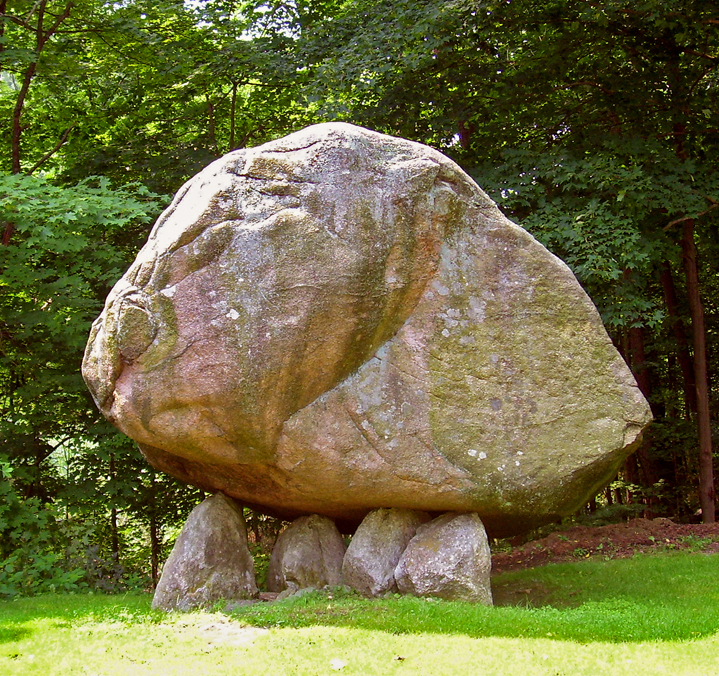
Uppallat block i North Salem, New York

Uppallat block, i folkmun även trefotssten, stenpall, flygande sten, liggande höna, höna på ägg eller ruvande ripa, består vanligen av ett flyttblock som ligger på tre mindre pallstenar. Det kan därför liknas vid en ruvande höna eller ripa. Det uppallade blocket ger ofta ett spektakulärt intryck.
De uppallade blocken förekommer runt hela jorden och finns i ett antal olika varianter. Det som gäller för samtliga är att pallstenarna alltid ligger på fast berg och därför inte sjunkit ned i marken. I Sverige är den typiska miljön höglänta eller sluttande hällmarker. Ibland finns bara en eller två pallstenar och då har blocket en eller två stödpunkter direkt på hällen utan pallsten mellan. I några fall är pallstenarna fler än tre.

## Tradition i Sverige
Runt de uppallade blocken finns ofta berättelser om att de använts som offerstenar vid blot eller liknande rituella ceremonier, eller att de varit boningar för vättar och annat oknytt. En del uppallade block är försedda med skålgropar, "älvkvarnar", som kan härröra från bronsåldern eller äldre järnåldern. Det är inte ovanligt att de uppallade blocken återfinns i närheten av gravfält eller fornborgar och somliga har även visat sig vara gravar. Likaså har inom den samiska tron de uppallade blocken använts vid ritualer och omgärdats av liknande traditioner.

## Tillkomst
De flesta forskare är överens om att flertalet av de uppallade blocken är ett verk av naturen. I det nordiska området är den vanligaste förklaringen att inlandsisen fört med sig flyttblock som släppts på ett lager av sand, grus och mindre stenar. Senare har havsvågornas verkan i samband med landhöjningen eller med smältvatten från återstående glaciärer spolat bort det finare materialet, och kvar har då blivit de tre pallstenarna som suttit fastklämda under blocket.
Ett mindre antal förekomster i samband med gravfält från järnåldern uppvisar istället en helt annan historia, då de otvetydigt pallats upp av människohand. Det gäller ett antal gravfält på Öland (till exempel i Högsrum, Källa och Mörbylånga), Gotlands Trullhalsar, samt några gravfält nära Nässjö i Småland (Fagertofta och Almesåkra). Till skillnad från de förmodat naturligt bildade uppallade blocken är dessa gravfältskonstruktioner av blygsammare mått, kring en dryg meter. De tycks också ofta ingå som delar av domarringar eller hörnblock i fyrkantiga stensättningar.

## Verk av människan?
Kontroversiella teorier från nyandliga new age troende säger att de uppallade blocken, även de som inte ligger på järnåldersgravfält, är megalitiska monument tillverkade av mänsklig hand. Flertalet av blocken, varav många liknar stendösar, ska ha pallats upp i slutet av stenåldern, likaså i början av bronsåldern som inföll cirka 2000 f.Kr. och varade till 1500 f.Kr.. Traditionen ska även ha haft ett uppsving under en period på 500-talet efter Kristus under folkvandringstiden.

## Länkar till bilder
- Bild på stenen "Jättens bord" vid Jakobsberg Näshult Södermanland
- Journalisten Jouni Tervalampi samlar på liggande hönor
- Flying stones of Lapland | 1 | 2 |
- Många bilder på stenar i ryska Karelen | 1 | 2 | 3 | 1 |
- Upplagda stenblock |  |